# Саратово
Саратово — деревня в Горьковском районе Омской области. Входит в Новопокровское сельское поселение.

## История
Основана в 1725 г. В 1928 г. состояла из 140 хозяйств, основное население — русские. Центр Саратовского сельсовета Иконниковского района Омского округа Сибирского края.

## Население
| 2002 | 2010 | 2021 |
| ---- | ---- | ---- |
| 198  | ↘145 | ↘126 |